# Sharon (Misisipi)
Sharon es un lugar designado por el censo ubicado en el condado de Madison en el estado estadounidense de Misisipi. En el año 2010 tenía una población de 1,406 habitantes.

## Geografía
Sharon se encuentra ubicado en las coordenadas 32°39′30″N 89°56′10″O / 32.65833, -89.93611.